# Derris cuneifolia
Derris cuneifolia är en ärtväxtart som beskrevs av George Bentham. Derris cuneifolia ingår i släktet Derris och familjen ärtväxter.

## Underarter
Arten delas in i följande underarter:
- D. c. cuneifolia
- D. c. longipedicellata